# Final de Ascenso 2008-09
La Final de Ascenso 2008-09 fue una llave de definición en la cual se enfrentó el campeón del Torneo Apertura 2008: Querétaro, contra el campeón del Torneo Clausura 2009: Mérida, disputándose en partidos de ida y vuelta, para determinar al equipo que ascendería a la Primera División. Por primera vez el campeón de Ascenso se definió en tanda de penaltis, en donde el Querétaro consiguió el ascenso al ganar 5-4.

## Sistema de competición
Disputarán el ascenso a la Primera División los campeones de los Torneos Apertura 2008 y Clausura 2009. El Club con mayor número de puntos en la Tabla General de Clasificación de la Temporada 2008-2009, (tabla que suma los puntos obtenidos por los Clubes participantes durante ambos Torneos) y tomando en cuenta los criterios de desempate establecidos en el reglamento de competencia, será el que juegue como local el partido de vuelta, eligiendo el horario del mismo y debiéndose jugar obligatoriamente en miércoles y sábado.
El Club vencedor de la Final de Ascenso a la Primera División será aquel que en los dos partidos anote el mayor número de goles, criterio conocido como marcador global. Si al término del tiempo reglamentario el partido está empatado, se agregarán dos tiempos extras de 15 minutos cada uno. De persistir el empate en estos periodos, se procederá a lanzar tiros penales, hasta que resulte un vencedor.
Si el Club vencedor es el mismo en los dos Torneos, se producirá el ascenso automáticamente.

## Información de los equipos
| Equipo    | Entrenador     | Estadio                 | Ciudad               | Capacidad |
| --------- | -------------- | ----------------------- | -------------------- | --------- |
| Mérida    | David Patiño   | Carlos Iturralde Rivero | Mérida, Yucatán      | 21 054    |
| Querétaro | Héctor Medrano | Corregidora             | Querétaro, Querétaro | 35 575    |

## Partidos

### Mérida-Querétaro
| 27 de mayo del 2009, 20:00 | Querétaro           | 2:1 (1:0) | Mérida     | Estadio Corregidora, Querétaro, Querétaro                         |                                                                   |
|                            | Gerk 31' · Romo 47' | Reporte   | Orozco 68' | Asistencia: 40 785 espectadores Árbitro(s): Roberto García Orozco | Asistencia: 40 785 espectadores Árbitro(s): Roberto García Orozco |

| 30 de mayo del 2009, 15:00                     | Mérida                                     | 2:1 (1:0, 0:0) (t. s.)(4:5 p.) | Querétaro                                 | Estadio Carlos Iturralde Rivero, Mérida, Yucatán                           |                                                                            |
|                                                | Beltrán 49' 89'                            | Reporte                        | 59'                                       | Asistencia: 24 000 espectadores Árbitro(s): Mauricio Rafael Morales Ovalle | Asistencia: 24 000 espectadores Árbitro(s): Mauricio Rafael Morales Ovalle |
|                                                |                                            | Tiros desde el punto penal     |                                           |                                                                            |                                                                            |
|                                                | López · Olsina · Saucedo · Orozco · García |                                | Castro · Tridente · Giménez · Piña · Romo |                                                                            |                                                                            |
| Querétaro Campeón de Ascenso 2008-09 (5-4 p.). |                                            |                                |                                           |                                                                            |                                                                            |

#### Final - Ida
| 28 | POR | José Martínez      |     |
| 3  | DEF | Margarito González |     |
| 14 | DEF | Raúl Rico          |     |
| 35 | DEF | Juan González      |     |
| 57 | DEF | Carlos Pinto       |     |
| 8  | MED | Héctor Castro      |     |
| 21 | MED | Marco Jiménez      | 74' |
| 24 | MED | Emilio López       | 53' |
| 9  | DEL | Mauro Gerk         | 61' |
| 10 | DEL | Esteban González   |     |
| 11 | DEL | Isaac Romo         |     |
| DT | DT  | Héctor Medrano     |     |

| 58 | POR | Saúl Sánchez        |     |
| 22 | DEF | Guillermo Chávez    |     |
| 31 | DEF | Marcos Urbina       | 45' |
| 71 | DEF | Enrique Pérez       |     |
| 20 | MED | Sonny Guadarrama    |     |
| 34 | MED | Antonio Landa       | 55' |
| 46 | MED | Carlos Cariño       |     |
| 24 | DEL | Federico Mancinelli |     |
| 30 | DEL | Diego Olsina        | 82' |
| 28 | DEL | Luis Orozco         |     |
| 69 | DEL | José López          |     |
| DT | DT  | David Patiño        |     |

| 5  | DEF | Omar Maldonado | 53' |
| 63 | DEL | Pablo Giménez  | 61' |
| 58 | MED | Leo Castro     | 74' |

| 43 | DEF | Roberto Rosas   | 45' |
| 44 | DEF | Roberto Saucedo | 55' |
| 21 | MED | Mario García    | 82' |

|  | 31' | Mauro Gerk |
|  | 47' | Isaac Romo |

|  | 68' | Luis Orozco |

|  | 73' | Margarito González |

|  | 30' | Saúl Sánchez |

| Árbitro             | Roberto García Orozco   |
| Árbitros asistentes | Juan Joel Rangel        |
| Árbitros asistentes | Marcos Quintero         |
| Cuarto árbitro      | Marco Antonio Rodríguez |

| 28 | POR | José Martínez      |     |
| 3  | DEF | Margarito González |     |
| 14 | DEF | Raúl Rico          |     |
| 35 | DEF | Juan González      |     |
| 57 | DEF | Carlos Pinto       |     |
| 8  | MED | Héctor Castro      |     |
| 21 | MED | Marco Jiménez      | 74' |
| 24 | MED | Emilio López       | 53' |
| 9  | DEL | Mauro Gerk         | 61' |
| 10 | DEL | Esteban González   |     |
| 11 | DEL | Isaac Romo         |     |
| DT | DT  | Héctor Medrano     |     |

| 58 | POR | Saúl Sánchez        |     |
| 22 | DEF | Guillermo Chávez    |     |
| 31 | DEF | Marcos Urbina       | 45' |
| 71 | DEF | Enrique Pérez       |     |
| 20 | MED | Sonny Guadarrama    |     |
| 34 | MED | Antonio Landa       | 55' |
| 46 | MED | Carlos Cariño       |     |
| 24 | DEL | Federico Mancinelli |     |
| 30 | DEL | Diego Olsina        | 82' |
| 28 | DEL | Luis Orozco         |     |
| 69 | DEL | José López          |     |
| DT | DT  | David Patiño        |     |

| 5  | DEF | Omar Maldonado | 53' |
| 63 | DEL | Pablo Giménez  | 61' |
| 58 | MED | Leo Castro     | 74' |

| 43 | DEF | Roberto Rosas   | 45' |
| 44 | DEF | Roberto Saucedo | 55' |
| 21 | MED | Mario García    | 82' |

|  | 31' | Mauro Gerk |
|  | 47' | Isaac Romo |

|  | 68' | Luis Orozco |

|  | 73' | Margarito González |

|  | 30' | Saúl Sánchez |

| Árbitro             | Roberto García Orozco   |
| Árbitros asistentes | Juan Joel Rangel        |
| Árbitros asistentes | Marcos Quintero         |
| Cuarto árbitro      | Marco Antonio Rodríguez |

#### Final - Vuelta
| 58 | POR | Saúl Sánchez        |     |
| 22 | DEF | Guillermo Chávez    |     |
| 71 | DEF | Enrique Pérez       |     |
| 20 | MED | Sonny Guadarrama    | 78' |
| 46 | MED | Carlos Cariño       | 22' |
| 54 | MED | Pedro Beltrán       | 66' |
| 87 | MED | Yasser Corona       |     |
| 24 | DEL | Federico Mancinelli |     |
| 30 | DEL | Diego Olsina        |     |
| 28 | DEL | Luis Orozco         |     |
| 69 | DEL | José López          |     |
| DT | DT  | David Patiño        |     |

| 58 | POR | José Martínez    |     |
| 4  | DEF | Luis Cano        |     |
| 14 | DEF | Raúl Rico        |     |
| 35 | DEF | Juan González    |     |
| 57 | DEF | Carlos Pinto     |     |
| 8  | MED | Héctor Castro    |     |
| 21 | MED | Marco Jiménez    |     |
| 24 | MED | Emilio López     | 65' |
| 9  | DEL | Mauro Gerk       | 54' |
| 10 | DEL | Esteban González | 88' |
| 11 | DEL | Isaac Romo       |     |
| DT | DT  | Héctor Medrano   |     |

| 34 | DEF | Antonio Landa   | 22' |
| 44 | DEL | Roberto Saucedo | 66' |
| 21 | MED | Mario García    | 78' |

| 25 | DEL | Jonathan Tridente | 54' |
| 63 | DEL | Pablo Giménez     | 65' |
| 31 | MED | José Piña         | 88' |

|  | 49' | Pedro Beltrán |
|  |     |               |

|  |

|  | 1-0 | José López      |
|  | 1-1 | Diego Olsina    |
|  | 2-2 | Roberto Saucedo |
|  | 3-3 | Luis Orozco     |
|  | 4-4 | Mario García    |

|  | 1-1 | Héctor Castro     |
|  | 1-2 | Jonathan Tridente |
|  | 2-3 | Pablo Giménez     |
|  | 3-4 | José Piña         |
|  | 4-5 | Isaac Romo        |

|  | 39' | José López |

|  | 39' | Luis Cano        |
|  | 40' | Isaac Romo       |
|  | 76' | Jonatán Tridente |
|  | 80' | Marco Jiménez    |

| Árbitro             | Mauricio Rafael Morales Ovalle |
| Árbitros asistentes | José Luis Camargo Callado      |
| Árbitros asistentes | Hector Delgadillo Castañeda    |
| Cuarto árbitro      | Ricardo Arellano Nieves        |

| 58 | POR | Saúl Sánchez        |     |
| 22 | DEF | Guillermo Chávez    |     |
| 71 | DEF | Enrique Pérez       |     |
| 20 | MED | Sonny Guadarrama    | 78' |
| 46 | MED | Carlos Cariño       | 22' |
| 54 | MED | Pedro Beltrán       | 66' |
| 87 | MED | Yasser Corona       |     |
| 24 | DEL | Federico Mancinelli |     |
| 30 | DEL | Diego Olsina        |     |
| 28 | DEL | Luis Orozco         |     |
| 69 | DEL | José López          |     |
| DT | DT  | David Patiño        |     |

| 58 | POR | José Martínez    |     |
| 4  | DEF | Luis Cano        |     |
| 14 | DEF | Raúl Rico        |     |
| 35 | DEF | Juan González    |     |
| 57 | DEF | Carlos Pinto     |     |
| 8  | MED | Héctor Castro    |     |
| 21 | MED | Marco Jiménez    |     |
| 24 | MED | Emilio López     | 65' |
| 9  | DEL | Mauro Gerk       | 54' |
| 10 | DEL | Esteban González | 88' |
| 11 | DEL | Isaac Romo       |     |
| DT | DT  | Héctor Medrano   |     |

| 34 | DEF | Antonio Landa   | 22' |
| 44 | DEL | Roberto Saucedo | 66' |
| 21 | MED | Mario García    | 78' |

| 25 | DEL | Jonathan Tridente | 54' |
| 63 | DEL | Pablo Giménez     | 65' |
| 31 | MED | José Piña         | 88' |

|  | 49' | Pedro Beltrán |
|  |     |               |

|  |

|  | 1-0 | José López      |
|  | 1-1 | Diego Olsina    |
|  | 2-2 | Roberto Saucedo |
|  | 3-3 | Luis Orozco     |
|  | 4-4 | Mario García    |

|  | 1-1 | Héctor Castro     |
|  | 1-2 | Jonathan Tridente |
|  | 2-3 | Pablo Giménez     |
|  | 3-4 | José Piña         |
|  | 4-5 | Isaac Romo        |

|  | 39' | José López |

|  | 39' | Luis Cano        |
|  | 40' | Isaac Romo       |
|  | 76' | Jonatán Tridente |
|  | 80' | Marco Jiménez    |

| Árbitro             | Mauricio Rafael Morales Ovalle |
| Árbitros asistentes | José Luis Camargo Callado      |
| Árbitros asistentes | Hector Delgadillo Castañeda    |
| Cuarto árbitro      | Ricardo Arellano Nieves        |

| Campeón de Ascenso 2008-09     |
| ------------------------------ |
|                                |
| Querétaro                      |
| 2° Título                      |
| Asciende a la Primera División |